# Сигаль
Сига́ль (фр. Sigale) — коммуна на юго-востоке Франции в регионе Прованс — Альпы — Лазурный берег, департамент Приморские Альпы, округ Ницца, кантон Ванс. До марта 2015 года коммуна административно входила в состав упразднённого кантона Рокестерон (округ Ницца).
Площадь коммуны — 5,62 км², население — 205 человек (2006) с тенденцией к росту: 210 человек (2012), плотность населения — 37,4 чел/км².

## Население
Население коммуны в 2011 году составляло 210 человек, а в 2012 году — 210 человек.
| 1962 | 1968 | 1975 | 1982 | 1990 | 1999 | 2006 | 2007 | 2011 | 2012 |
| ---- | ---- | ---- | ---- | ---- | ---- | ---- | ---- | ---- | ---- |
| 138  | 112  | 155  | 145  | 160  | 181  | 205  | 208  | 210  | 210  |

Динамика численности населения:

## Экономика
В 2010 году из 129 человек трудоспособного возраста (от 15 до 64 лет) 91 были экономически активными, 38 — неактивными (показатель активности 70,5 %, в 1999 году — 60,0 %). Из 91 активных трудоспособных жителей работали 79 человек (43 мужчины и 36 женщин), 12 числились безработными (5 мужчин и 7 женщин). Среди 38 трудоспособных неактивных граждан 8 были учениками либо студентами, 19 — пенсионерами, а ещё 11 — были неактивны в силу других причин.
На протяжении 2010 года в коммуне числилось 88 облагаемых налогом домохозяйств, в которых проживало 176,5 человек. При этом медиана доходов составила 16 тысяч 472 евро на одного налогоплательщика.